# エリック・ブレーデン
エリック・ブレーデン（ハンス・グデガスト）（Eric Braeden / Hans Gudegast 1941年4月3日 - ）は、ドイツ出身のアメリカ合衆国の俳優。1966年 - 1968年に米国ABC放送から2シーズンが放映された、戦争アクションテレビドラマ『ラット・パトロール』のハンス・ディートリッヒ大尉役で知られている。

## 来歴
1941年4月3日、第二次世界大戦中のドイツのキールで生まれる。1959年の18歳の頃に、彼は米国へ移住してテキサス州とモンタナ州で翻訳の仕事や牛の世話、製材所の手伝いなどをして働いた。また彼は陸上競技の優れたアスリートであり、後にアスリートとしてモンタナ州立大学の奨学金を得ることができた。大学に通っている時、彼と友人のボブ・マッキノンはドキュメンタリー映画「リバー・バスターズ」を制作した。彼はドキュメンタリー映画の配給会社を探しにロサンゼルスへ向かうが、彼のハンサムな顔とドイツ訛りのある英語が俳優として貴重であると注目され、代わりに俳優の仕事の誘いを受けた。
当時は世界大戦ものが人気で、彼は主にドイツ兵の役を演じ『コンバット!』『ブルーライト作戦』などを経て、1966年から1968年までハンス・ディートリッヒ大尉役としてテレビシリーズ『ラット・パトロール』の30エピソードへ出演する。シリーズは大ヒットし、グデガストの友情的な正義感のあるドイツ人将校はとても人気があった。その後いくつかの映画やテレビ映画に脇役として出演、そしてついにユニバーサル・ピクチャーズのSFコンピューター・スリラー映画『地球爆破作戦(1970)』の主役に抜擢された。
元々、本名の『ハンス・グデガスト』で活躍していたのだが、『地球爆破作戦(1970)』の主役を獲得した時にスタジオ側から出演条件を提示され、現在の名前をアメリカ風の名前へ変えるように言われた。非常に気が進まなかったが最終的に彼は改名に同意し、その後は『エリック・ブレーデン』として広く知られるようになった。芸名の由来は、故郷ドイツのブレデンベックである。1998年には、ドラマシリーズの主演男優賞でデイタイム・エミー賞を受賞している。
1966年10月8日に大学時代の恋人デイル・ラッセルと結婚した。独り息子のクリスチャンは脚本家、映画監督として活躍している。

## 主な出演作品

### 映画
ハンス・グデガスト名義
- ユダヤ六ＯＯ万の虐殺者／アイヒマン追跡作戦 Operation Eichmann（1961）クレジットなし
- モリツリ／南太平洋爆破作戦 Morituri（1965）
- 100挺のライフル 100 Rifles（1969）

エリック・ブレーデン名義
- 地球爆破作戦 Colossus: The Forbin Project（1970）
- 新・猿の惑星 Escape from the Planet of the Apes（1971）
- ダイヤモンド・コネクション Lady Ice（1973）
- 大滑走！死のゲーム The Ultimate Thrill（1974）
- ラブバッグ／モンテカルロ大爆走 Herbie Goes to Monte Carlo（1977）
- ピラニア Piranha（1978）ケヴィン・マッカーシーのスタント・ダブル クレジットなし
- スペース・エイリアン The Aliens Are Coming（1980）日本未公開・ヴィデオ発売
- アンビュランス（地獄の殺人救急車／狙われた金髪の美女） The Ambulance（1990）日本未公開・ヴィデオ発売
- タイタニック Titanic（1997）
- ディードル・ブラザーズ／悪ノリ双子の大作戦 Meet the Deedles（1998）
- ザ・アウトロー Den of Thieves（2018）

### テレビドラマ
ハンス・グデガスト名義
- ギャラント・メン The Gallant Men（1962 - 1963）
- サンセット77 77 Sunset Strip（1963）
- コンバット! Combat!（1962 - 1964）
- 0011ナポレオン・ソロ The Man from U.N.C.L.E.（1965）
- ポール・ブライアン Run for Your Life（1965 - 1968）
- ブルーライト作戦 Blue Light（1966）
- ジェリコ Jericho（1966 - 1967）
- スパイ大作戦 Mission: Impossible（1966 - 1967）
- ラット・パトロール(砂漠鬼部隊) The Rat Patrol (1966 - 1968)
- 特攻ギャリソン・ゴリラ Garrison's Gorillas（1968）

エリック・ブレーデン名義
- 妄執の館 Honeymoon with a Stranger（1969）テレビ映画
- 密林の宝庫 The Mask of Sheba（1970）テレビ映画
- 秘密捜査官オハラ O'Hara, U.S. Treasury（1971）
- 痛快！自動車野郎 Bearcats!（1971）
- マニックス特捜網 Mannix（1971）
- 保安官サム・ケイド Cade's County（1972）
- 黒薔薇の女 The Judge and Jake Wyler（1972）
- ウィーン諜報網 Assignment Vienna（1973）
- 警部マクロード／裏町の怪盗 第3シーズン McCloud:The Million Dollar Round Up（1973）
- ハワイ5-0 第2シーズン/第3シーズン/第5シーズン Hawaii Five-O（1969 - 1973）一部日本未放映
- サイボーグ危機一髪／ミサイル大爆発！核兵器売ります The Six Million Dollar Man: Wine, Women and War（1973）パイロット版
- 戦闘機対戦車 Death Race（1973）
- バナチェック登場 第2シーズン Banacek（1974）日本未放映
- ザ・マジシャン The Magician（1974）
- ガンスモーク 第17シーズン/第19シーズン Gunsmoke（1971 - 1974）
- アメリカ連邦警察 FBI 第6シーズン/第9シーズン The F.B.I.（1970 - 1974）
- ドクター・ウェルビー 第4シーズン/第6シーズン Marcus Welby, M.D.（1972 - 1974）
- 事件記者コルチャック Kolchak: The Night Stalker（1974）
- 血戦！地獄の特捜隊 Get Christie Love!（1974）
- 命がけの青春／ザ・ルーキーズ The Rookies（1974）
- 名探偵ジョーンズ 第1シーズン/第3シーズン Barnaby Jones（1975）
- 刑事ブロンク 第1シーズン Bronk（1976）
- 探偵キャノン 第5シーズン Cannon（1976）
- 刑事コジャック 第4シーズン Kojak（1977）
- 特捜隊長エバース 第1シーズン Most Wanted（1977）
- 華麗な探偵ピート&マック 第3シーズン Switch（1977）
- 600万ドルの男 第5シーズン The Six Million Dollar Man（1978）
- プロジェクトUFO 第1シーズン Project U.F.O.（1978）
- 空飛ぶ鉄腕美女ワンダーウーマン（紅い旋風ワンダーウーマン）第1シーズン/第3シーズン Wonder Woman（1975 - 1978）
- 白バイ野郎ジョン&パンチ 第2シーズン CHiPs（1979）
- ベガス II／私立探偵ダン・タナー VEGA$（1980）
- 地上最強の美女たち!チャーリーズ・エンジェル 第5シーズン Charlie's Angels（1981）
- ロス警察特捜隊 第1シーズン Strike Force（1982）
- 超音速攻撃ヘリ エアーウルフ 第3シーズン Airwolf（1986）
- ジェシカおばさんの事件簿 第3シーズン Murder, She Wrote（1986）
- Dr.マーク・スローン 第2シーズン Diagnosis: Murder（1995）
- ママと恋に落ちるまで 第4シーズン How I Met Your Mother（2008）

## その他
- テレビシリーズ『ラット・パトロール』ではメイン・キャストの一人であり、いくつかのエピソードを除きメインタイトルには彼の名前がクレジット表記されているが、実際はストーリーの都合で30エピソードにしか出演していない。
- 日本劇場未公開やTV未放映もかなりあるが、『ラット・パトロール』の出演者の中では映画、テレビ共に数多くの作品に出演をしている。特に70年代の人気テレビ番組にはほとんど顔を出している。